# Sterreria papuensis
Espèce
Sterreria papuensis est une espèce de némertodermatides de la famille des Nemertodermatidae, des vers marins microscopiques.

## Répartition
Cette espèce est endémique de Papouasie-Nouvelle-Guinée, elle se rencontre dans le lagon de Madang dans l'océan Pacifique.

## Description
Sterreria papuensis mesure 10 mm.

## Étymologie
Son nom d'espèce, composé de papu[a] et du suffixe latin -ensis, « qui vit dans, qui habite », lui a été donné en référence au lieu de sa découverte, la Papouasie.

## Publication originale
- Meyer-Wachsmuth, Curini Galletti & Jondelius, 2014 : Hyper-Cryptic Marine Meiofauna: Species Complexes in Nemertodermatida. PLOS ONE, vol. 9, no 9, p. e107688.